# Frédéric Blanchy
Frédéric Blanchy (Bordeaux, 1º luglio 1868 – Bordeaux, 1º ottobre 1944) è stato un velista francese.
Partecipò ai giochi della II Olimpiade di Parigi nel 1900 a bordo di Olle, con cui vinse due medaglie d'oro nelle due gare della classe da due a tre tonnellate. Queste due medaglie sono attribuite alla squadra mista dato che con lui c'era anche il britannico William Exshaw. Prese parte anche alla gara di classe aperta ma non la completò.

## Palmarès
| Anno | Manifestazione | Sede   | Evento                 | Risultato |
| ---- | -------------- | ------ | ---------------------- | --------- |
| 1900 | Olimpiadi      | Parigi | Classe 2-3 ton, gara 1 | Oro       |
| 1900 | Olimpiadi      | Parigi | Classe 2-3 ton, gara 2 | Oro       |